# Фондовая биржа Эсватини
Фондовая биржа Эсватини — небольшая фондовая биржа в Мбабане, Эсватини. Была основана в 1990 году. В настоящее время на бирже имеют листинг примерно 10 компаний.